# Колихаєв Ігор Вікторович
Колихаєв Ігор Вікторович (нар. 8 травня 1971, Херсон) — український політик, підприємець, народний депутат України IX скликання (партія «За майбутнє»), голова Федерації футболу Криму, засновник благодійного фонду свого імені. Міський голова Херсона з листопада 2020 року. Захоплений у полон російськими окупаційними військами (з 2022 року).

## Життєпис
Народився в Херсоні, мати працювала продавчинею в магазині, батько — токарем на виробництві. Після школи вступив до Військово-морського інституту радіоелектроніки в Ленінграді.
Здобувши вищу освіту, Колихаєв повернувся до Херсона та 1995 року почав підприємницьку діяльність.
Очолює ТОВ «Торговий дім Продексім» — це низка підприємств агропромислового спрямування, розташованих в Бериславському, Горностаївському, Каховському, Нововоронцовському та Чаплинському районах Херсонської області.
Підприємства спеціалізуються на вирощуванні та торгівлі зерном, також поставці нафтопродуктів аграрним підприємствам. Крім того, діяльність підприємств спрямована на розвиток меліорації та будівництво водних станцій.
У жовтні 2015 року балотувався в депутати Херсонської обласної ради від Блоку Порошенка. Набравши 25,24 %, обраний депутатом.
21 липня 2019 року обраний до парламенту як безпартійний по 184 мажоритарному виборчому округу (Нова Каховка та населені пункти Новокаховської міської ради, Бериславський, Великолепетиський, Великоолександрівський, Високопільський, Горностаївський та Нововоронцовський райони Херсонської області).
Від 29 серпня 2019 року народний депутат Верховної Ради України IX скликання. У парламенті увійшов до складу фракції партії За майбутнє. Був заступником голови комітету аграрної політики і земельних відносин.
Восени 2019 року під час засідання Вищого антикорупційного суду Ігор Колихаєв вирішив взяти на поруки свого колегу з групи «За майбутнє» Ярослава Дубневича.

### Міський голова Херсона

Логотип партії «Нам тут жити»

15 листопада 2020 року був обраний мером Херсона від партії «Нам тут жити» у другому турі місцевих виборів. За даними міської територіальної виборчої комісії, за Ігоря Колихаєва у першому турі віддали голоси 63,59 % (22 777 виборців), а його опонент набрав 33,79 % (12 660 голосів); а в другому: 30,75 % (34 125 виборців), його опонент набрав 17,09 % (18 135 голосів). Прийняв присягу Херсонського міського голови 27 листопада 2020 року.
У квітні 2021 року запропонував подавати воду Північнокримським каналом до окупованого Росією Криму, назвавши це «економічними відносинами».
Зранку 28 червня 2022 року, за даними радниці мера Херсона Галини Ляшевської, Колихаєва було викрадено російськими окупантами. За кілька днів до того Колихаєв отримав листа від «мера» тимчасової окупаційної влади Херсона, де той запрошував його обговорити «взаємодію».
Після викрадення Ігоря Колихаєва утримували в ізоляторі тимчасового тримання, потім перевезли в Олешки, а відтак у таємну в'язницю на Чонгарі. Пізніше його перевезли у Крим. Звільнені з полону кажуть, що бачили його у підвалах будівлі ФСБ в Сімферополі. У вересні 2023 року Червоний Хрест підтвердив статус Ігоря Колихаєва як полоненого.

## Підприємницька діяльність
- листопад 1995 — лютий 1998 — директор ВПКФ «Продторг-сервіс»
- січень 1999 — липень 2000 — комерційний директор ЧП «Віка і К»
- з липня 2000 — директор ТОВ «Торговий дім „Продексім“»
- з серпня 2013 — директор ТОВ «Українська продовольча корпорація»

## Благодійна діяльність
З 2013 року підтримує представників організації «Інваспорт». Однією зі спортсменок «Інваспорту» є і українська плавчиня Єлизавета Мерешко. 2016 року створив «Благодійний фонд Ігоря Колихаєва».

## МФК «Продексім»
2006 року спільно з Юрієм Бокалом створив футзальний клуб, який отримав назву підприємства Ігоря Колихаєва «Продексім». Клуб дебютував у Чемпіонаті Херсона та одразу увійшов у трійку кращих команд міста. Спочатку клуб отримав чемпіонські титули в сезонах 2007/2008, 2008/2009, 2009/2010, а також став призером міжнародних турнірів та володарем Суперкубка Херсона.

## Погляди
Колихаєв заявив, що Акт відновлення Української держави 30 червня 1941 року в Львові «було проголошено українськими націоналістами, очоленими Степаном Бандерою в день народження армії Гітлера у Львові», і що «наступного дня почалися масові вбивства. Цей уряд Бандери почав погроми і вбивства євреїв у Львові».

## Скандали
Висловився за продаж води в Крим до його деокупації, назвавши це «економічними відносинами». Також виступив за російську мову, торги з агресором та назвав Український визвольний рух «нацистами» і «погромниками».
Прогульник засідань Херсонської обласної ради[уточнити].

### Підкуп виборців
Напередодні виборів до Верховної Ради 2019 року кандидат в народні депутати в 184-му окрузі Ігор Колихаєв (самовисуванець) активізував діяльність своїх благодійних фондів, які, на думку ЗМІ, займались підкупом виборців. Зокрема, благодійний фонд Колихаєва став спонсором районного спортивного заходу дошкільнят «Веселі старти» у Нововоронцовському районі Херсонської області. У травні-червні 2019 року благодійний фонд Колихаєва проводив безкоштовні медогляди для мешканців 184 виборчого округу (Херсонська область), на якому обирався Колихаєв. Представник благодійного фонду самовисуванця Ігоря Колихаєва подарував м'ячі, спортивну форму, солодощі учням ЗОШ села Маслівка Новокаховської міської ради Херсонської області. Благодійний фонд Колихаєва виділив 34 тисячі гривень (10 % від потрібної суми) на реконструкцію актової зали опорної школи № 1 у селі Рубанівка Великолепетиського району Херсонської області. Колихаєв як кандидат на виборах до ВРУ спонсорував реставрацію парку в місті Бериславі та будівництво басейну в Новій Каховці.

## Родина
Живе в Херсоні. Має двох дітей — син Святослав та донька Анастасію.

## Нагороди
- 2017 — медаль «За заслуги» Федерації футболу України[27]
- Орден «За мужність» III ступеня (6 березня 2022) — за вагомий особистий внесок у захист державного суверенітету та територіальної цілісності України, мужність і самовіддані дії, виявлені під час організації оборони населених пунктів від російських загарбників[28]